# Карпович, Сергей Александрович
Серге́й Алекса́ндрович Карпо́вич (бел. Сяргей Аляксандравіч Карповіч; род. 29 марта 1994[…], Петришки, Минская область) — белорусский футболист, защитник «МЛ Витебск» и национальной сборной Беларуси.

## Карьера
Карпович начал заниматься футболом с молодёжным составом «Динамо» Минск, с которым провёл пять лет. Его первыми тренерами были Сергей Плаксенок и Виталий Лужинский. В 2010 году Карпович дебютировал на международной арене в составе сборной Беларуси до 17 лет, в этом же матче он отметился голом, а его команда со счётом 12:0 разгромила Лихтенштейн. В 2012 году он представлял сборную до 19 лет, провёл за неё три матча. Причём в последней игре против Албании он был удалён с поля, тем не менее Беларусь выиграла со счётом 2:0. В том же году Карпович был переведён в первую команду «Динамо» и сразу же отправился в аренду в клуб «Берёза-2010», за который сыграл 24 матча. 4 марта 2014 года Карпович дебютировал в молодёжной сборной в игре против Франции, его команда уступила с минимальным счётом. Через два месяца он сыграл свой первый матч за «Динамо», выйдя на поле под конец игры с «Белшиной» (4:1).
Сыграл 4 матча на групповом этапе Лиги Европы (2014/15).
В сезоне 2015 стал получать меньше времени на поле. В июле 2015 года был отдан в аренду «Нафтану» до конца сезона. Подготовку к сезону 2016 начал с основным составом «Динамо». В марте 2016 года на правах аренды стал игроком «Минска». За горожан сыграл 14 игр в чемпионате, голов не забил. 22 июля 2016 был официально отозван из аренды.
В начале 2017 года главный тренер минчан Сергей Боровский заявил, что снова планирует отдать Карповича в аренду, и в марте тот присоединился к «Городее». Летом был отозван обратно в «Динамо». Провёл за «Динамо» только четыре матча в чемпионате, два в Кубке Беларуси и четыре в Лиге Европы. С сентября оставался на скамейке запасных, играл за дублирующий состав. В ноябре 2017 года по окончании контракта покинул столичный клуб.
В декабре 2017 года подписал двухлетнее соглашение с «Торпедо-БелАЗ». Начинал сезон 2018 в стартовом составе жодинцев, однако с лета стал реже появляться на поле, играл за дублирующий состав. В декабре 2018 года покинул команду.
В январе 2019 года присоединился к «Ислочи» и практически сразу стал основным игроком команды. 12 июля 2019 года «Ислочь» сыграла вничью с «Минском» (3:3). Этот матч стал для Сергея Карповича 100-м в Высшей лиге.
В январе 2021 года находился на просмотре в российском «Тамбове», однако переход не состоялся. В феврале покинул «Ислочь» и вскоре присоединился к казахстанскому «Кайсару», с которым в марте подписал контракт.
В июле 2021 года подписал контракт с клубом из Калининграда «Балтика» на один сезон с возможностью продления еще на год. 24 июля 2021 года дебютировал за новый клуб в матче против «Оренбурга» (1:1). 10 апреля 2022 года забил первый гол, в матче против «Текстильщика» (3:0). 1 июня 2022 года покинул команду, в связи с истечением срока контракта.
В июле 2022 года стал игроком гродненского «Немана», подписав контракт до конца сезона. По итогам сезона-2023 признан лучшим защитником чемпионата Беларуси. В сезоне-2024 получил аналогичное признание. В чемпионате-2024 стал серебряным призером, выходя на поле во всех 30 матчах — 8 (2+6) баллов по системе «гол+пас». После окончания сезона покинул «Неман» по истечении срока действия контракта.
В декабре 2024 года стал футболистом «Навбахора» из Узбекистана. За полгода в команде провел 18 матчей и отметился одним голевым пасом. В июле 2025 года подписал контракт с «МЛ Витебск» на 3,5 года.

### В сборной
23 февраля 2020 года дебютировал за национальную сборную Беларуси, выйдя на замену на 90-й минуте в товарищеском матче против сборной Узбекистана (1:0).

## Достижения
«Динамо» (Минск)
- Серебряный призёр чемпионата Беларуси (2): 2014, 2017
- Бронзовый призёр чемпионата Беларуси: 2016

«Неман» Гродно
- Обладатель Кубка Беларуси: 2023/24
- Лучший защитник чемпионата Беларуси (2): 2023, 2024.